# Lerika
Valeria Andrejevna Engalytsjeva (Russisch: Валерия Андреевна Енгалычева) (Olomouc, 7 april 1999) beter bekend als Lerika is een Moldavische zangeres van Russische afkomst. Lerika woont sinds 2011 in Moskou, Rusland. 

## Junior Eurovisiesongfestival
In 2011 vertegenwoordigde zij Moldavië op het Junior Eurovisiesongfestival 2011, in de Armeense hoofdstad Jerevan, met het nummer No, No. Ze werd zesde van de dertien landen met 78 punten. 
In 2012 vertegenwoordigde ze Rusland op het Junior Eurovisiesongfestival in Amsterdam met het lied Sensation, waar ze vierde werd met 88 punten. 
Lerika is de eerste zangeres die tweemaal deelnam aan het Junior Eurovisiesongfestival voor twee verschillende landen. Na het festival in Armenië verhuisde ze naar Rusland, waardoor ze voor een tweede land kon deelnemen. Volgens de huidige regels is dit echter niet meer mogelijk, je moet nu eerst anderhalf jaar in een land wonen voordat je het land mag vertegenwoordigen. Voor San Marino is echter een uitzondering gemaakt, zij mogen ook een artiest uit een ander land kiezen, dit vanwege het beperkte aantal inwoners van de dwergstaat.
2005: Vlad Kroetskich · 
2006: The Tolmachevy Twins · 
2007: Aleksandra Golovtsjenko · 
2008: Michail Poentov · 
2009: Jekaterina Rjabova · 
2010: Sasja Lazin & Liza Drozd · 
2011: Jekaterina Rjabova · 
2012: Lerika · 
2013: Dajana Kirillova · 
2014: Alisa Kozjikina · 
2015: Michail Smirnov · 
2016: Water of Life Project · 
2017: Polina Bogoesevitsj · 
2018: Anna Filiptsjoek · 
2019: Tatiana & Denberel · 
2020: Sofia Feskova · 
2021: Tanja Mezjentseva